# Bahrainuna
Bahrainunā (arabisch بحريننا Bahrainunā, DMG Baḥraynunā ‚Unser Bahrain‘) ist die Nationalhymne Bahrains.

## Geschichte
Die Nationalhymne wurde am 15. August 1971 mit Erlangung der Unabhängigkeit des Landes von Großbritannien angenommen. Als sich 2002 Emir Hamad ibn Isa Al Chalifa selbst zum König erklärte, wurde der ursprüngliche Text verändert.

## Ursprüngliche Textfassung
Der Text von 1971 stammt von Muhammad Sudqi Ayyasch.
| بحريننا بلد الأمان وطن الكرام يحمي حماها أميرنا الهمام قامت على هدي الرسالة والعدالة والسلام عاشت دولة البحرين | Baḥraynunā Baladu l-amān Waṭanu l-kirām Yaḥmī ḥimāhā amīrunā l-humām Qāmat ʿalā Hadyi r-risālati Wa-l-ʿAdālati wa-s-Salām ʿĀšat Dawlatu l-Baḥrayn | Unser Bahrain, Land der Sicherheit, Nation der Gastfreundschaft, Geschützt von unserem mutigen Emir, Gegründet auf den Prinzipien der Botschaft, Gerechtigkeit und Frieden, Lang lebe der Staat Bahrain! |